# Maja Valles
Le Maja Valles sono una struttura geologica della superficie di Marte.